# 공통 조상의 증거
공통 조상의 증거(영어: evidence of common descent)는 현대 진화 이론에서 제시하는 공통조상 이론을 뒷받침하는 여러 가지 과학적 증거들이다. 화석이나 생물 등을 관찰하거나 실험한 결과와 같은 이들 증거들은 지구상의 모든 생물들이 하나의 공통 조상에서 출발하여 지금과 같은 생물 다양성을 이루게 되었다는 것을 뒷받침하고 있다. 

## 상동성

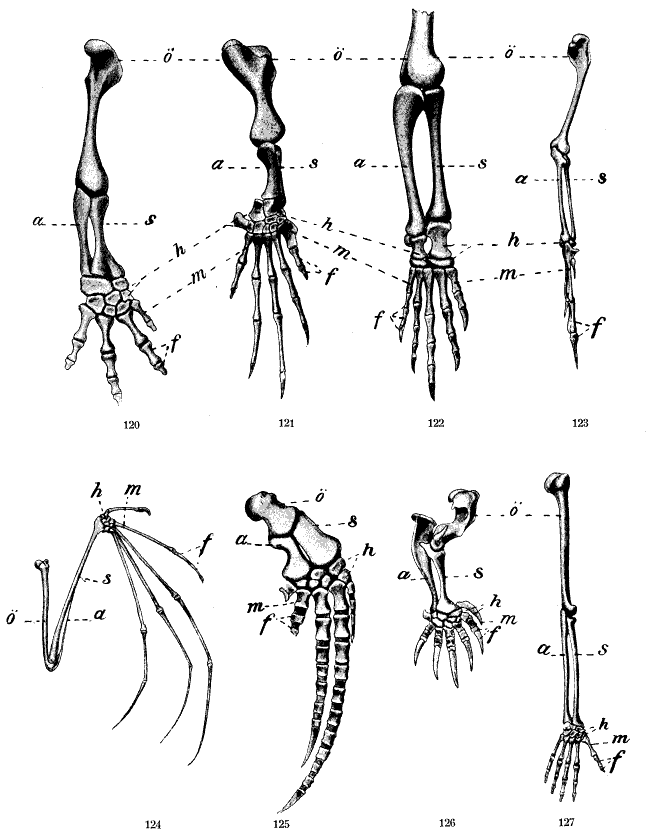
다양한 포유류의 앞다리 골격이 보여주는 상동성

현대 진화 이론의 기반은 찰스 다윈의 저서 《종의 기원》에서 제시된 자연 선택에 의한 진화 이론이다. 찰스 다윈은 진화론을 제시하면서 공통조상의 증거로 상동성을 들었다.
다윈은 인간의 손과 몇몇 친척 종에서 나타나는 상동 구조를 사례로 들었다. 인간의 손과 박쥐의 날개, 고래의 앞지느러미, 그리고 약간 변형되었지만 말의 발굽과 같은 상동 기관은 동일한 해부학적 구조를 나타내고 있다. 다윈은 이러한 상동성을 근거로 다양한 생물들이 하나의 공통조상에서 출발하여 종분화를 거쳐 오늘날과 같은 생물 다양성을 보이게 되었다고 제시하면서, 이를 계통에 따라 분류하는 계통학적 방법을 "분류 체계"라 불렀다.

### 계통
"계통"은 공통조상으로부터 내려오는 생물 집단의 전승 기록이다. 우리가 이해하는 생물의 종분화 과정은 나무가지가 갈라져 나오는 것으로 표현할 수 있다. 이와 같이 생물의 계통을 여러 분기를 가진 나무 모양으로 나타내는 것을 계통수라 한다.

## 화석 증거
화석은 이전에 살던 생물의 흔적이다. 다양한 지질 시대에 걸쳐 누적되어 형성된 화석들은 생물 진화의 경향을 파악할 수 있는 증거들이다.

### 말의 진화
여러 지질 시대에 걸친 화석을 바탕으로 말의 진화를 구성해 보면 다음과 같다. 에오세 전기에 살았던 말의 조상 히라코데리움의 화석은 북아메리카에서 발견되었다. 히라코데리움은 네 개의 앞발가락과 세 개의 뒤발가락을 지니고 있었다. 이후 진화의 과정을 통해 아래의 그림과 같은 말의 진화 과정을 통해 발가락 수가 점차 감소해 하나의 발굽을 이루며 키가 점점 커졌다는 것을 알 수 있다. 이와 같이 말은 다른 포유류들에서 분화하여 별도의 종으로 진화한 것이다. 한편, 말은 플라이스토세에 지구 여러 곳으로 퍼져 나갔으나 북아메리카에서는 멸종하였다. 말이 북아메리카에 다시 서식하기 시작한 것은 근대에 들어 스페인 사람들이 가져간 때부터이다.
|                                            | 현생 말 - Equus caballus 약 1백만 년 전 플라이스토세 |
| 플리오히푸스 약 8백만 년 전 마이오세 후기  |                                                      |
| 메리치푸스 약 1천5백만 년 전 마이오세 중기 |                                                      |
| 메소히푸스 약 3천5백만 년 전 에오세 후기   |                                                      |
| 히라코데리움 약 5천만 년 전 에오세 전기    |                                                      |

### 중간 고리
진화는 수 백만년에 걸쳐 일어나는 점진적인 변화이다. 따라서 오래전에 처음으로 나타났던 고생물과 현재의 생물 사이에는 중간 단계에 해당하는 고생물들이 존재하게 된다. 예를 들어 시조새는 공룡과 조류의 중간 고리로 평가받고 있다. 시조새는 특징인 이빨, 비늘달린 다리와 같은 공룡의 특징과 함께 속이 빈 뼈, 깃털과 같은 새의 특징이 함께 나타나 있다.

## 생화학적 증거
지금까지 알려진 지구상의 모든 생물들은 본질적으로 동일한 세포 구조로 이루어져 있다. 원핵생물을 포함한 모든 세포는 RNA, DNA와 같은 유전 물질을 통해 단백질을 생성하고 성장한다. 또한 진핵생물은 리보솜, 미토콘드리아와 같은 세포 소기관을 지니고 있으며 이들의 구성 방식과 역할은 생물 종과 관계없이 똑 같다. 이는 모든 생물이 동일한 공통 조상에서부터 진화한 것임을 뒷받침한다.

### 시토크롬 C
시토크롬 C는 세포안에서 생성되는 단백질로 100여 개의 아미노산으로 이루어져 있다. 시토크롬 C를 만드는 DNA 염기쌍은 진화의 과정에서 발생한 돌연변이로 인해 종마다 조금씩 차이를 보인다. 그 결과 생물종마다 체내에서 생성되는 시토크롬 C의 구조가 조금씩 달라지게 된다. 이를 바탕으로 여러 생물종의 시토크롬 C를 비교함으로써 이들의 종분화 관계를 파악할 수 있다. 서로 구조가 비슷한 시토크롬 C를 갖는 생물은 구조 차이가 많이 나는 생물종보다 나중에 종분화가 이루어졌다고 볼 수 있다.

### 게놈
한 생물종의 유전자 전체를 게놈이라 한다. 계통적으로 관련이 깊은 생물들, 즉 비교적 최근에야 종분화가 이루어진 생물들의 게놈은 서로 매우 비슷한 모습을 보인다. 일례로 인간과 침팬치의 게놈은 단지 5%만이 다를 뿐이다.

## 지리적 격리와 종분화의 증거

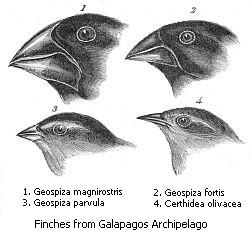
다윈이 관찰한 갈라파고스 제도의 핀치
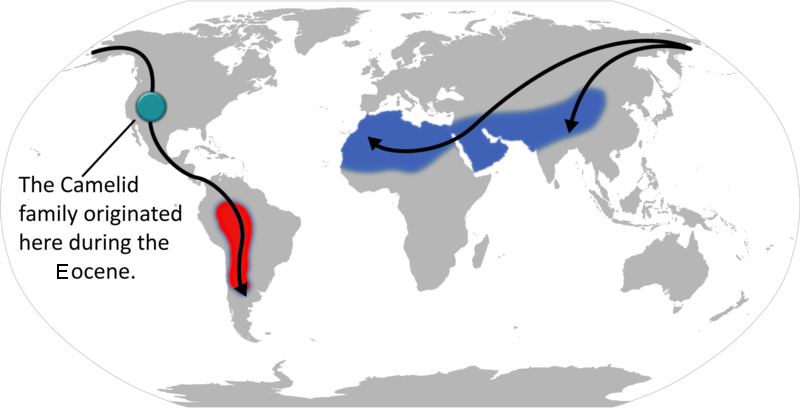
낙타과의 진화와 이동 경로

지리적 격리에 의해 일어나는 종분화를 이소적 종분화라 한다. 찰스 다윈은 갈라파고스 제도에서 여러 종류의 핀치를 관찰한 결과 자연선택을 발견하였다.
낙타속의 연구에서도 이와 같은 이소적 종분화를 확인할 수 있다. 낙타과의 조상 생물은 북아메리카의 서부에서 화석이 발견되고 있으며 이후 이들은 아시아, 아프리카로 이주한 낙타와 남아메리카로 이주한 라마로 분화되었다.